# 北步康墓地
北步康墓地位于中国山西省运城市绛县古绛镇北步康村四周。

## 保护
2021年8月4日，北步康墓地公布为第六批山西省文物保护单位，古墓葬类，年代为西周，编号6-35。	